# Битка при Билбао
Битката при Билбао е част от Северната офанзива в Гражданската война в Испания, при която националистическата армия превзема Билбао и останалата част от Страната на баските, контролирана от Републиката.

## Предистория
Билбао е столица на автономната баска област, създадена от републиката след началото на войната, за да възнагради баската националистическа подкрепа към републиката. Баските в Испания обикновено обитават четири провинции: Навара, Алава, Гипускоа и Бискай. Баските националисти са доминиращи в последните две провинции. Навара и Алава подкрепят въстанието срещу републиката.
Испанските националистически войски превземат Гипускоа в началото на войната с падането на Ирун през август и Сан Себастиан на 13 септември 1936 г., изолирайки Страната на баските и зоната, държана от северните републиканци от френската граница. На 31 март националистите, водени от генерал Емилио Мола, започват офанзива срещу провинция Бискай. Баските войски трябва да се оттеглят и до юни националистите достигат покрайнините на Билбао.

## Битката
До 11 юни 1937 г. баските сили отстъпват обратно към град Билбао, който е защитаван от поредица от бързи укрепления, наречени „Железният пръстен на Билбао“. Той обаче е лошо проектиран за отбрана. Това е доста остаряла концепция, подобна на укрепленията от Първата световна война и затова е уязвима за съвременна война и оръжия, като самолети и артилерия, и само 30 000 войници го защитават (замислено е да бъде защитаван от 70 000). Следователно Железният пръстен е доста лесно преодолян от националистическите сили.
Пръстенът е пробит от пехотно нападение, подкрепено от тежка авиация и артилерийски обстрел (150 оръдия и 70 бомбардировача). На 12 юни Испанската републиканска армия предприема отклоняваща атака срещу Уеска, за да спре националистическата офанзива, но националистическите войски продължават напредъка си. През нощта на 13 юни защитниците евакуират по-голямата част от цивилното население от града. На 18 юни генерал Улибари изтегля останалите си войски от Билбао и националистите окупират града на следващия ден. Мостовете му са разрушени, за да попречат на нападателите, но градът остава почти непокътнат.